# Borres (Tineo)
Borres (en asturiano y oficialmente: Bourres) es una de las 44 parroquias del concejo de Tineo en el Principado de Asturias (España). Está situada en el extremo oeste del concejo de Tineo en la carretera AS-219, linda con pueblos como Santiago Cerredo, El Espín de Sangoñedo, Fresno, Pereda de Sangoñedo, Orrea, Sangoñedo. Por ella discurre el camino primitivo de Santiago contando con un albergue de peregrinos.

## Geografía
Coordenadas:
- 43º 20' 09 N
- 6º 33' 26 O

Otros datos útiles:
- 630 metros de altitud.
- 15,3 km de Tineo
- superficie: 3167 km²

## Población
La población de esta parroquia es de apenas 86 habitantes (INE, 2020), repartidos en un total de 61 viviendas (INE, 2010). Como ocurre con la mayoría de los pueblos la población del lugar esta envejecida, pero la población que hay se dedica principalmente el sector primario, principalmente agricultura y ganadería Bovina. 

## Entidades de población
La parroquia cuenta con las siguientes entidades de población (entre paréntesis la toponimia asturiana oficial en asturiano y la población según el Instituto Nacional de Estadística y la Sociedad Asturiana de Estudios Económicos e Industriales):
- Borres, aldea de 64 habitantes
- Samblismo, aldea (San Brismu)
- Villerino del Monte, casería (Viḷḷeirín)